# Nájerai csata
A nájerai csatát 1367. április 3-án  vívták az Eduárd walesi herceg által vezetett csapatok a Kasztília trónját bitorló II. Henrik kasztíliai király ellen. Az ütközetet Eduárd nyerte.

## Előzmények
Kasztília királyát, I. Pétert féltestvére, Henrik, Trastámara grófja 1366-ban elkergette. Az uralkodó elmenekült Kasztíliából, és a Fekete Herceg Bordeaux-i udvarában keresett menedéket. Eduárd ekkor Aquitania hercege, a Bordeaux körüli angol területek ura volt. A herceg megkezdte a sereg felállítását, elsősorban Gascogne-ból és Aquitaniából érkező emberekből, de megérkezett Angliából féltestvére, Genti János lancasteri herceg is 400 lovaggal és sok íjásszal. Csatlakozott az expedícióhoz IV. Jakab mallorcai király és számos európai zsoldos.
1367. februárban a sereg elindult, majd átkelt a Pireneusokon, a Roncesvalles-hágón. Logroñónál keresztezte az Ebrót, majd Eduárd értesült arról, hogy Henrik nem messze, Nájera közelében táborozik.

## A csapatok elhelyezkedése
Henrik háttal a Najarilla-folyónak állította fel csapatait. A szokatlan elhelyezkedést – a folyó lezárta a menekülési útvonalat – az magyarázhatja, hogy a kasztíliai sereg legerősebb fegyverneme a könnyűlovasság volt, amely csak nyílt terepen érvényesült. Henrik hada csaknem 30 ezer, Eduárdé 24 ezer embert számlált.
Mindkét sereg hasonló hadrendben, három nagyobb sorban állt fel. A kasztíliaiak első sorát, 1500 nehézlovast és 500 számszeríjászt, Bertrand du Guesclin bretagne-i lovag vezette. A második sor közepén Henrik állt 1500 nehézlovassal, két szárnyán nehéz- és könnyűlovasok alakulataival. A harmadik sor húszezer gyalogosból, harcedzett hivatásos katonákból és besorozott parasztokból állt.
Eduárd első sorának Genti János volt a parancsnoka, háromezer gyalogost és ugyanennyi íjászt vezényelt. Az angol centrumban Eduárd és Péter irányított négyezer gyalogost, köztük kétezer íjászt. A szárnyakon két hasonló hadtest helyezkedett el, Jean de Grailly gascogne-i nemes és Thomas Percy, Worcester 1. grófja vezetésével. A harmadik vonal élén a mallorcai király és Armagnac grófja állt. Ebbe a hadtestbe háromezer gyalogos és ugyanennyi íjász tartozott.

## Az ütközet
Miután a csapatok elfoglalták a helyüket, a Fekete Herceg parancsot adott az összes ló hátraküldésére, így a teljes sereg gyalogosan várta a csatát. Du Guesclin megrohanta Genti János csapatait. Az angol íjászok megszórták a számszeríjászokat, de aztán a két seregrész összecsapott, és a közelharcban már nem tudtak sokat segíteni. A második kasztíliai sor két szárnyán elhelyezkedő lovasok előrevágtattak, hogy összecsapjanak Eduárd támadó szárnyaival. A szokásoknak megfelelően a könnyűlovasság feladata az volt, hogy rácsapjon a gyalogságra, és megtalálja gyenge pontját, ahol rést nyithattak, majd azon a nehézlovasság beözönlött, szétverve a teljes formációt. Ez a rendszer jól működött a számszeríjászokkal támogatott alakulatok ellen, de az angolok által használt hosszú íjakkal szemben, amelyekkel messzebbre és gyorsabban lehetett lőni, katasztrofális eredményt hozott.

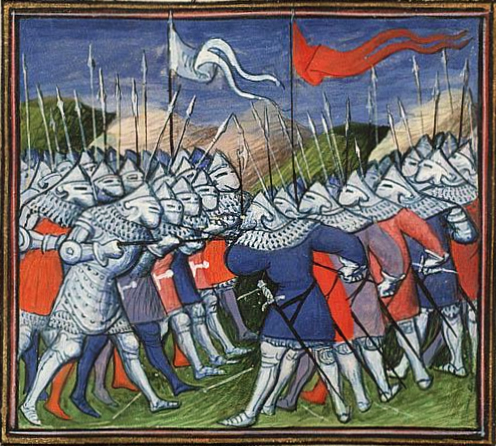
A csata 1410-es ábrázolása

A kasztíliai könnyűlovasok előrevágtattak, dárdáikat az angol sorok felé dobták, és próbálták kerülni a közelharcot, de közben az íjászok megtizedelték őket. A megzavarodott lovasok meghátráltak, hogy rendezzék soraikat, de eközben súlyos veszteségeket szenvedtek a nyilaktól. A kasztíliai szárnyak menekülni kezdtek. Az angol középső sor két szárnya előretört, és du Guesclin alakulatai mögé került, amelyek még mindig a lancesteri herceg csapataival harcolt. Henrik a lovasságot küldte ellentámadásra, de mindhárom rohamot megakasztotta a nyílzápor. Eközben Eduárd középen nyomult előre, hogy növelje a nyomást du Guesclinen. Henrik parancsot adott a gyalogosok támadására, de azok nem jutottak el az angol centrumig, mivel az angol íjászok őket is megtizedelték. A kasztíliai gyalogossorok felbomlottak, és a katonák menekülni kezdtek. Henrik, látva, hogy a csata eldőlt, maga is elhagyta a harcmezőt.
A kasztíliai lovasok szétszóródva menekültek, a gyalogosok viszont csak egy keskeny hídon át tudtak átkelni a folyón. Az angol harmadik sor megkerülte a kifáradt első és második sort, és üldözni kezdte a kasztíliai gyalogosokat. Sokakat levágtak, másokat a vízbe szorítottak, ahol aztán megfulladtak. Du Guesclin csak akkor adta meg magát, amikor nyilvánvalóvá vált, hogy a kasztíliai sereg elmenekült. Csapatának egynegyede elesett.

## Következmények
Eduárd a csata után Burgosba vonult, és Pétert Kasztília királyának nyilvánította. A következő négy hónapot Kasztíliában töltötte, főleg Valladolidban. Seregét megviselte a meleg spanyol nyár, és Eduárd ekkor mutatta későbbi halálos betegsége, a vérhas első jeleit. Péter hálája jeléül egy vörös spinellt, a Fekete Herceg rubinját adta Eduárdnak, amely ma a brit koronát díszíti.